# 稲羽町立敬恪小学校
稲羽町立敬恪小学校 （いなはりつ けいかくしょうがっこう）は、かつて岐阜県稲葉郡稲羽町（現・各務原市）に存在した公立小学校。

## 概要
- 現在の各務原市南部に該当する稲羽町の西部（旧・羽島郡中屋村）の小学校であった。
- 1963年、各務原市発足と同時に更木小学校と統合し、稲羽西小学校の新設により廃校。
- 跡地は中屋保育所になっている。

## 沿革
- 1873年（明治6年）5月 - 羽栗郡・各務郡の15ケ村[注釈 2]が共同で、下中屋村に敬恪義校を開校する。校舎は民家を使用。
- 1874年（明治7年）1月 - 各務郡下切村、山脇村、松本村、小網村が離脱し、枝校を設置[注釈 3]。
- 1875年（明治8年）
  - 1月 - 春日神社の境内の一部を学校の敷地に転用し、校舎を新築。
  - 6月 - 平島村、米野村が敬恪義校から離脱し、平島学校[注釈 4]が開校。
- 1886年（明治19年） - 敬恪尋常小学校と改称する。
- 1893年（明治26年）3月 - 各務郡の上戸村、大野村、小佐野村、三井村が敬恪尋常小学校から離脱し、小佐野尋常小学校を開校。
- 1894年（明治27年）8月 - 敬恪尋常高等小学校に改称する。
- 1897年（明治30年）4月1日 - 羽島郡松本村、上中屋村、下中屋村、大佐野村、成清村、神置村が合併し、中屋村となる。
- 1919年（大正8年）
  - 9月 - 新校舎が完成。
  - 11月 - 旧校舎（1875年完成）を新校舎の北へ移築。
- 1928年（昭和3年）10月 - 校舎を増築。
- 1935年（昭和10年） - 農業青年学校を併設。
- 1941年（昭和16年）4月1日 - 敬恪国民学校に改称する。
- 1947年（昭和22年）4月1日 - 中屋村立敬恪小学校に改称する。
- 1955年（昭和30年）2月11日 - 羽島郡中屋村、稲葉郡更木村、前宮村の3村が合併し、稲羽町が発足。同時に稲羽町立敬恪小学校に改称する。
- 1963年（昭和38年）4月1日 -
  - 稲葉郡那加町、稲羽町、鵜沼町、蘇原町が合併し、各務原市が発足。
  - 更木小学校と統合し、稲羽西小学校の新設により廃校。